# Bolva
La Bolva (en russe : Болва) est une rivière de Russie et un affluent de la rive gauche de la Desna, dans le bassin du Dniepr.

## Géographie
La Bolva arrose les oblasts de Kalouga et de Briansk. Elle naît dans les hauteurs de Smolensk. De sa source à son point de confluence avec la Desna, à Briansk, elle a une longueur de 213 km. Son bassin s'étend sur 4 340 km2. Son débit moyen est de 22 m3/s à sa confluence avec la Desna.

## Villes
La Bolva arrose les villes de Kirov, de Diatkovo et de Fokino et de Briansk (oblast de Briansk). De Diatkovo à Briansk, elle était navigable au XIXe siècle. 

## Source
- Grande Encyclopédie soviétique, 1969-1978.